# Gigante gasoso
Um gigante gasoso é um planeta gigante composto principalmente de hidrogênio e hélio. Júpiter e Saturno são os gigantes gasosos do Sistema Solar. O termo "gigante gasoso" era originalmente sinônimo de “planeta gigante”, mas na década de 1990 tornou-se conhecido que Urano e Netuno são realmente uma classe distinta de planetas gigantes, sendo compostos principalmente de substâncias voláteis mais pesadas (que são referidas como "gelados"). Por esta razão, Urano e Netuno são agora frequentemente classificados na categoria separada de gigantes gelados.
Júpiter e Saturno consistem principalmente de hidrogênio e hélio, com elementos mais pesados representando entre 3 a 13% da massa. Acredita-se que eles consistam em uma camada externa de hidrogênio molecular comprimido em torno de uma camada de hidrogênio metálico líquido, com provavelmente um núcleo rochoso derretido no interior. A porção mais externa de sua atmosfera de hidrogênio contém muitas camadas de nuvens visíveis que são compostas principalmente de água e amônia. A camada de hidrogênio metálico localizada no meio do interior compõe a maior parte de todos os gigantes gasosos e é chamada de "metálica" porque a pressão atmosférica muito grande transforma o hidrogênio em um condutor elétrico. Acredita-se que os núcleos dos gigantes gasosos consistam em elementos mais pesados em temperaturas tão altas (20.000 K) e pressões que suas propriedades ainda não são completamente compreendidas.
As diferenças definidoras entre uma anã marrom de massa muito baixa (que pode ter uma massa tão baixa quanto cerca de 13 vezes a de Júpiter) e um gigante gasoso são debatidas. Uma escola de pensamento é baseada na formação; o outro, sobre a física do interior. Parte do debate diz respeito se as anãs marrons devem, por definição, ter experimentado a fusão nuclear em algum momento de sua história.

## Terminologia

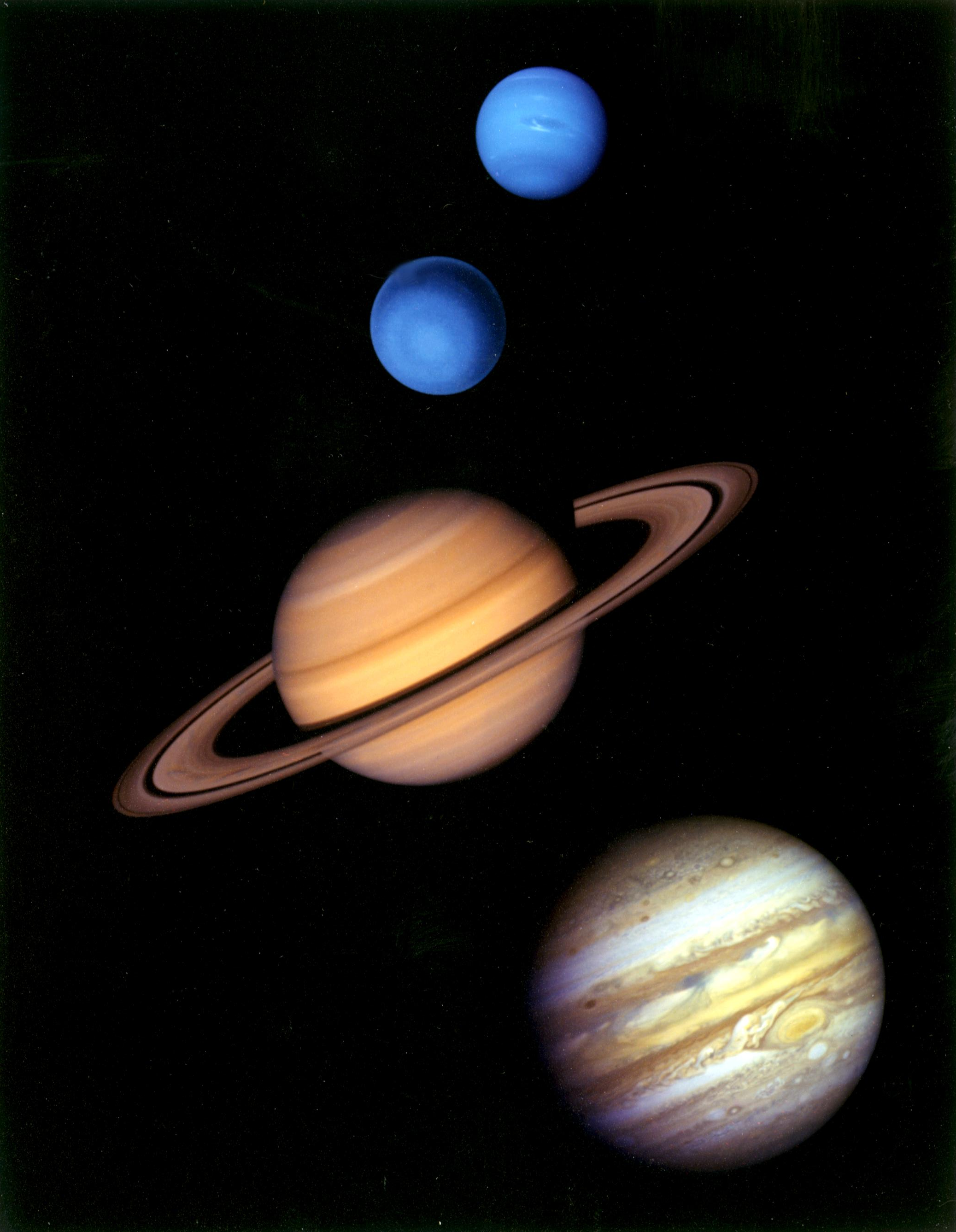
Ilustração dos Planetas considerados Gigantes Gasosos pertencentes ao Sistema Solar, de cima para baixo: Netuno, Urano, Saturno e Júpiter

O termo gigante gasoso foi cunhado em 1952 pelo escritor de ficção científica James Blish e foi originalmente usado para se referir a todos os planetas gigantes. É, sem dúvida, um nome impróprio porque na maior parte do volume de todos os planetas gigantes, a pressão é tão alta que a matéria não está na forma gasosa. Além dos sólidos no núcleo e nas camadas superiores da atmosfera, toda a matéria está acima do ponto crítico, onde não há distinção entre líquidos e gases. O termo, no entanto, pegou, porque os cientistas planetários normalmente usam "rochoso" ou "terrestre", "gasoso" e "gelado" como abreviaturas para classes de elementos e compostos comumente encontrados como constituintes planetários, independentemente da fase em que a matéria possa aparecer. No Sistema Solar externo, o hidrogênio e o hélio são chamados de "gases"; água, metano e amônia como "gelados"; e silicatos e metais como "rochoso" ou "terrestre". Nesta terminologia, uma vez que Urano e Netuno são compostos principalmente de gelo, não de gás, eles são mais comumente chamados de gigantes gelados e distintos dos gigantes gasosos.

## Classificação
Teoricamente, os gigantes gasosos podem ser divididos em cinco classes distintas de acordo com suas propriedades atmosféricas físicas modeladas e, portanto, sua aparência: nuvens de amônia (I), nuvens de água (II), sem nuvens (III), nuvens de metal alcalino (IV) e nuvens de silicato (V). Júpiter e Saturno são ambos classe I. Os Júpiter quentes são de classe IV ou V.

## Extrasolar

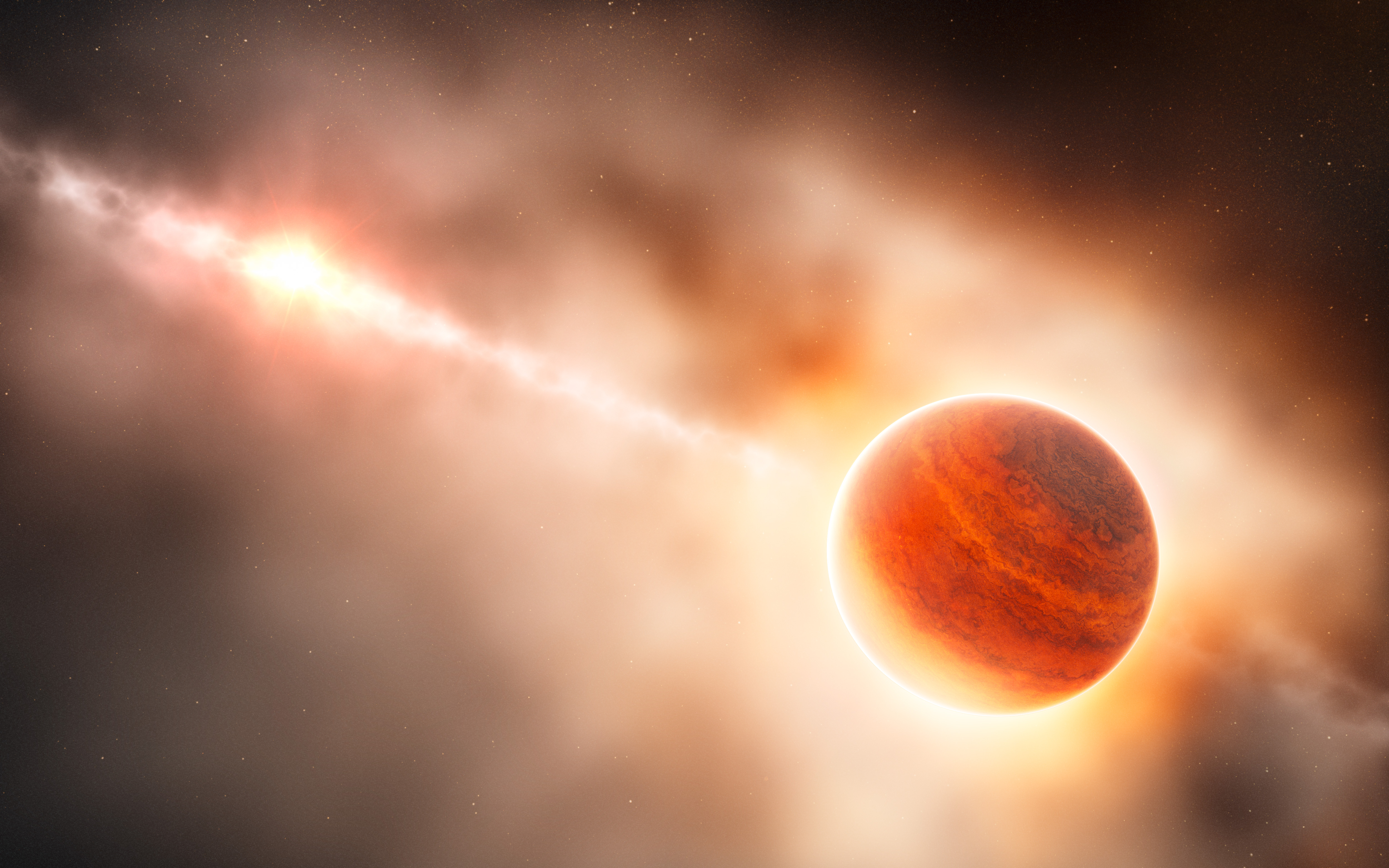
Impressão artística da formação de um gigante gasoso em torno da estrela HD 100546

### Gigantes gasosos frios
Um gigante gasoso frio rico em hidrogênio, mais massivo que Júpiter, mas com menos de 500 MTerra (1.6 MJ) será apenas um pouco maior em volume que Júpiter. Para massas acima de 500 MTerra, a gravidade fará com que o planeta encolha (veja matéria degenerada).
O aquecimento Kelvin-Helmholtz pode fazer com que um gigante gasoso irradie mais energia do que recebe de sua estrela hospedeira.

### Anão gasoso
Embora as palavras "gasoso" e "gigante" sejam frequentemente combinadas, os planetas de hidrogênio não precisam ser tão grandes quanto os conhecidos gigantes gasosos do Sistema Solar. No entanto, planetas gasosos menores e planetas mais próximos de sua estrela perderão massa atmosférica mais rapidamente por meio de escape hidrodinâmico do que planetas maiores e planetas mais distantes.
Um anão gasoso pode ser definido como um planeta com um núcleo rochoso que acumulou um espesso envelope de hidrogênio, hélio e outros voláteis, tendo como resultado um raio total entre 1.7 e 3.9 raios terrestres.
O menor exoplaneta conhecido que provavelmente é um "planeta gasoso" é Kepler-138d, que tem a mesma massa que a Terra, mas é 60% maior e, portanto, tem uma densidade que indica um espesso envelope de gás.
Um planeta gasoso de baixa massa ainda pode ter um raio semelhante ao de um gigante gasoso se tiver a temperatura certa.

## Precipitação e fenômenos meteorológicos

### Clima joviano
O calor que é canalizado para cima por tempestades locais é um dos principais fatores do clima em gigantes gasosos. Muito, se não todo, o calor profundo que escapa do interior flui através de grandes tempestades. Esses distúrbios se desenvolvem em pequenos redemoinhos que eventualmente formam tempestades como a Grande Mancha Vermelha em Júpiter. Na Terra e em Júpiter, os raios e o ciclo hidrológico estão intimamente ligados para criar tempestades intensas. Durante uma tempestade terrestre, a condensação libera calor que empurra o ar ascendente para cima. Este motor de "convecção úmida" pode segregar cargas elétricas em diferentes partes de uma nuvem; a reunião dessas cargas é um relâmpago. Portanto, podemos usar relâmpagos para nos sinalizar onde a convecção está acontecendo. Embora Júpiter não tenha oceano ou solo úmido, a convecção úmida parece funcionar de forma semelhante em comparação com a Terra.

### Mancha Vermelha de Júpiter
A Grande Mancha Vermelha é um sistema de alta pressão localizado no hemisfério sul de Júpiter. A Grande Mancha Vermelha é um poderoso anticiclone, girando a cerca de 430 a 680 quilômetros por hora no sentido anti-horário ao redor do centro. Desde então, a Mancha se tornou conhecido por sua ferocidade, alimentando-se até mesmo de tempestades jovianas menores. As tolinas são compostos orgânicos marrons encontrados na superfície de vários planetas que são formados pela exposição à irradiação UV. As tolinas que existem na superfície de Júpiter são sugados para a atmosfera por tempestades e circulação; supõe-se que aqueles tolinas que são ejetados do regolito ficam presos na Grande Mancha Vermelha de Júpiter, fazendo com que ele fique vermelho.

### Chuva de hélio em Saturno e Júpiter
A condensação de hélio cria chuva de hélio líquido em gigantes gasosos. Em Saturno, essa condensação de hélio ocorre em certas pressões e temperaturas quando o hélio não se mistura com o hidrogênio metálico líquido presente no planeta. As regiões de Saturno onde o hélio é insolúvel permitem que o hélio mais denso forme gotículas e atue como fonte de energia, tanto através da liberação de calor latente quanto descendo mais profundamente no centro do planeta. Essa separação de fases leva a gotículas de hélio que caem como chuva através do hidrogênio metálico líquido até atingir uma região mais quente onde se dissolvem no hidrogênio. Como Júpiter e Saturno têm massas totais diferentes, as condições termodinâmicas no interior do planeta podem ser tais que esse processo de condensação seja mais prevalente em Saturno do que em Júpiter. A condensação de hélio pode ser responsável pelo excesso de luminosidade de Saturno, bem como pelo esgotamento de hélio na atmosfera de Júpiter e Saturno de ambos.

### Chuva de diamantes em Urano
O calor interno de Urano é muito baixo. Urano é o planeta mais frio do Sistema Solar com uma temperatura atmosférica superior de -224 °C. As seções mais profundas do manto são tão quentes e sob tal pressão que o metano é decomposto em carbono elementar. A chuva de diamantes é o resultado potencial desse fenômeno. Mais acima na atmosfera, onde as condições são mais amenas, foram detectados produtos da fotólise do metano (como acetileno e diacetileno); é provável que haja muita química orgânica interessante (processos potencialmente habilitadores de vida) acontecendo nas regiões entre a zona de nucleação de diamantes e a atmosfera superior.